# Benedikt Buchner
Benedikt Buchner (* 1970) ist deutscher Rechtswissenschaftler und Professor für Bürgerliches Recht an der Universität Augsburg.

## Werdegang
Buchner studierte Rechtswissenschaft an den Universitäten Augsburg und München. 1997 wurde er an der Universität Augsburg mit einer Arbeit zum internationalen Zivilprozessrecht (Kläger- und Beklagtenschutz im Recht der internationalen Zuständigkeit; Dissertationspreis der Augsburger Universitätsstiftung 1998) promoviert. Von 1999 bis 2005 war Buchner als Assistent am Institut für Internationales Recht der Ludwig-Maximilians-Universität München tätig. In diesen Zeitraum fällt auch ein eineinhalbjähriger Studien- und Forschungsaufenthalt an der University of California, Los Angeles (LL.M. 2002) und eine viermonatige Gastprofessur an der staatlichen Universität Osaka/Japan. Im Oktober 2005 schloss er sein Habilitationsverfahren an der Juristischen Fakultät der Universität München ab; ihm wurde die Lehrbefugnis für die Fachgebiete „Bürgerliches Recht, Wirtschaftsrecht, Informationsrecht, Internationales Zivilprozessrecht, Rechtsvergleichung“ erteilt. Seine Habilitationsschrift zum Thema „Informationelle Selbstbestimmung im Privatrecht“ wurde durch den Bayerischen Habilitationsförderpreis unterstützt und mit dem Wissenschaftspreis 2005 der Deutschen Stiftung für Recht und Informatik ausgezeichnet.
Im Sommersemester 2007 wurde Buchner von der Universität Bremen zum Professor für Bürgerliches Recht mit dem Schwerpunkt Gesundheits- und Medizinrecht ernannt. Zum August 2007 wurde er geschäftsführender Direktor des Instituts für Informations-, Gesundheits- und Medizinrecht (IGMR) der Universität Bremen.
Seit 2022 ist Buchner Inhaber des Lehrstuhls für Bürgerliches Recht, Haftungsrecht und Recht der Digitalisierung an der Universität Augsburg.
Buchner ist Mitherausgeber eines Kommentars  zur Datenschutz-Grundverordnung und zum Bundesdatenschutzgesetz sowie der Fachzeitschrift Datenschutz und Datensicherheit (DuD).